# Rhinacanthus dichotomus
Rhinacanthus dichotomus är en akantusväxtart som först beskrevs av Gustav Lindau, och fick sitt nu gällande namn av I.Darbysh.. Rhinacanthus dichotomus ingår i släktet Rhinacanthus och familjen akantusväxter. Utöver nominatformen finns också underarten R. d. emaculatus.